# Delomerista townesorum
Delomerista townesorum là một loài tò vò trong họ Ichneumonidae.